# Quasimodo
Quasimodo is een personage uit het boek De Klokkenluider van de Notre Dame van Victor Hugo (1831). Hij onderscheidt zich, ondanks zijn misvormdheid, door zijn lenigheid en geslinger in en rondom de klokkentoren van de Notre Dame.

## In het boek
Quasimodo werd misvormd geboren, wat Hugo beschrijft als een misvormde hoge rug vanaf zijn linkeroog wegtrekkend tot zijn gebochelde rug. Hij werd als vondeling gevonden voor de deuren van de Notre Dame (waar vaker vondelingen werden gelegd, in de hoop op een betere toekomst) op Beloken Pasen (Quasimodo, de eerste zondag na Pasen) door Claude Frollo, die het kind adopteert. Hij voedt het kind op tot de klokkenluider van de Notre Dame. Gedurende de jaren wordt Quasimodo doof door het luide geluid van de klokken.
Hij wordt door de omwonenden van de kerk in Parijs gezien als een lelijk monster. Quasimodo wordt net als zijn meester Frollo, verliefd op het zigeunermeisje Esmeralda en redt haar nadat ze van moord wordt beschuldigd. Maar het meisje wordt nooit verliefd op Quasimodo, wat het thema van het boek ook aansnijdt als wreedheid en sociale onrechtvaardigheid; al erkent ze wel zijn goedheid, ze vindt het moeilijk zijn uiterlijk te accepteren en blijft bang voor hem.

## Achtergrond
Hoe Victor Hugo Quasimodo bedacht heeft, is niet helemaal duidelijk. Hij vond de inspiratie in een van de klokkentorens, toen hij in een muur een in het Grieks gekerfd woord zag, Ananke, dat 'noodlot' betekent. Hugo dacht aan iemand die in de toren was opgesloten, maar kreeg nooit bijval over deze gebeurtenis. Het gegeven dat vondelingen (en vooral misvormde) in vroeger tijden bij de Notre Dame werden gelegd, zou Hugo tot zijn klokkenluider hebben gebracht.
De naam Quasimodo (een verkorting van Quasimodogéniti) is afkomstig van het incipit (de Latijnse term voor het begin van een tekst) van het traditioneel gezongen gregoriaanse introïtus van de Mis, de katholieke eredienst van Quasimodo-zondag (Beloken Pasen, de eerste zondag na Pasen). De tekst is gebaseerd op 1 Petrus 2:2:
Quasi modo géniti infántes, allelúia: rationábile, sine dolo lac concupíscite.
Vertaald in het Nederlands:
Begeert, als pasgeboren kinderen, alleluja, de oprechte melk van de rede, om op te groeien tot zaligheid.

## Theorie
Op 15 augustus 2010 kwam er een artikel uit waarin Adrian Glew, een Tate-archivaris, beweerde dat er bewijs bestaat over een echte gebochelde man die in de jaren 1820 een steenhouwer was bij werkzaamheden aan de Notre Dame. Het bewijs maakt onderdeel uit van de memoires van Henry Sibson, een 19e-eeuwse beeldhouwer die werkzaamheden verrichtte aan de Notre Dame toen Victor Hugo zijn roman schreef over de klokkenluider. Sibson beschrijft een gebochelde man werkend als steenhouwer; hij kende de man niet persoonlijk omdat hij nooit met hem gesproken had. Victor Hugo heeft mogelijk enkele bezoeken gebracht tijdens de renovaties van de Notre Dame en zou mogelijk de gebochelde man gekend hebben. Adrian Glee zou ook ontdekt hebben dat Hugo en de gebochelde man in dezelfde wijk hebben gewoond; die van Saint-Germain-des-Prés in 1833. De man zou mogelijk Trajin geheten hebben.

## In film
De rol van Quasimodo werd vaak verfilmd als niet gelijkend op het boek, in sommige van de films zoenen Esmeralda en Quasimodo, terwijl dit in het boek achterwege blijft. De volgende acteurs vervulden de rol van klokkenluider:
- Henry Vorins,  1905
- Henry Krauss,  1911
- Glen White,  1917
- Booth Conway,  1922
- Lon Chaney, Sr.,  1923
- Charles Laughton,  1939
- Anthony Quinn,  1956
- Warren Clarke,  1977
- Anthony Hopkins,  1982
- Tom Burlinson (stem), animatie, 1986
- Tom Hulce (stem), Disney, 1996
- Raymond Kurvers (stem), Disney, 1996 (Nederlandse stem)
- Mandy Patinkin (onder de titel The Hunchback), 1997
- Garou, musical, 1997-2002
- Patrick Timsit, parodie, 1999
- Frans Schraven, musical, 1999
- Timothy Spall,  2005
- Matthew Ross,  2009
- Ari Rubin, 2012, Kingdom Hearts 3D van Disney (stem)